# Ázsiai tigrisek

Az „ázsiai tigrisek” elhelyezkedése

Az ázsiai tigrisek vagy négy ázsiai tigris egy gyakran használt kifejezés négy ázsiai állam, Hongkong, Dél-Korea, Szingapúr és Tajvan megnevezésére, mely ezen országok gyors gazdasági fejlődésére utal.
Az ázsiai tigrisek az 1960-as években indultak gyors fejlődésnek, s bár más ázsiai államoknál (Kína, Japán, Malajzia) is tapasztalható volt a gyors gazdasági növekedés, az említett négy ország olyan kimagasló eredményeket ért el, amit elemzők gazdasági csodának tartottak. A Nemzetközi Valutaalap beszámolója szerint a négyeknél az egy főre jutó gazdasági növekedés jóval meghaladta a többi ázsiai ország 3-5%-os növekedését. A riport szerint egy átlagos, Ázsián kívül ország lakosa 1990-ben 72%-kal volt gazdagabb, mint 1960-ban, míg egy dél-koreai lakos 638%-kal.

## Képek

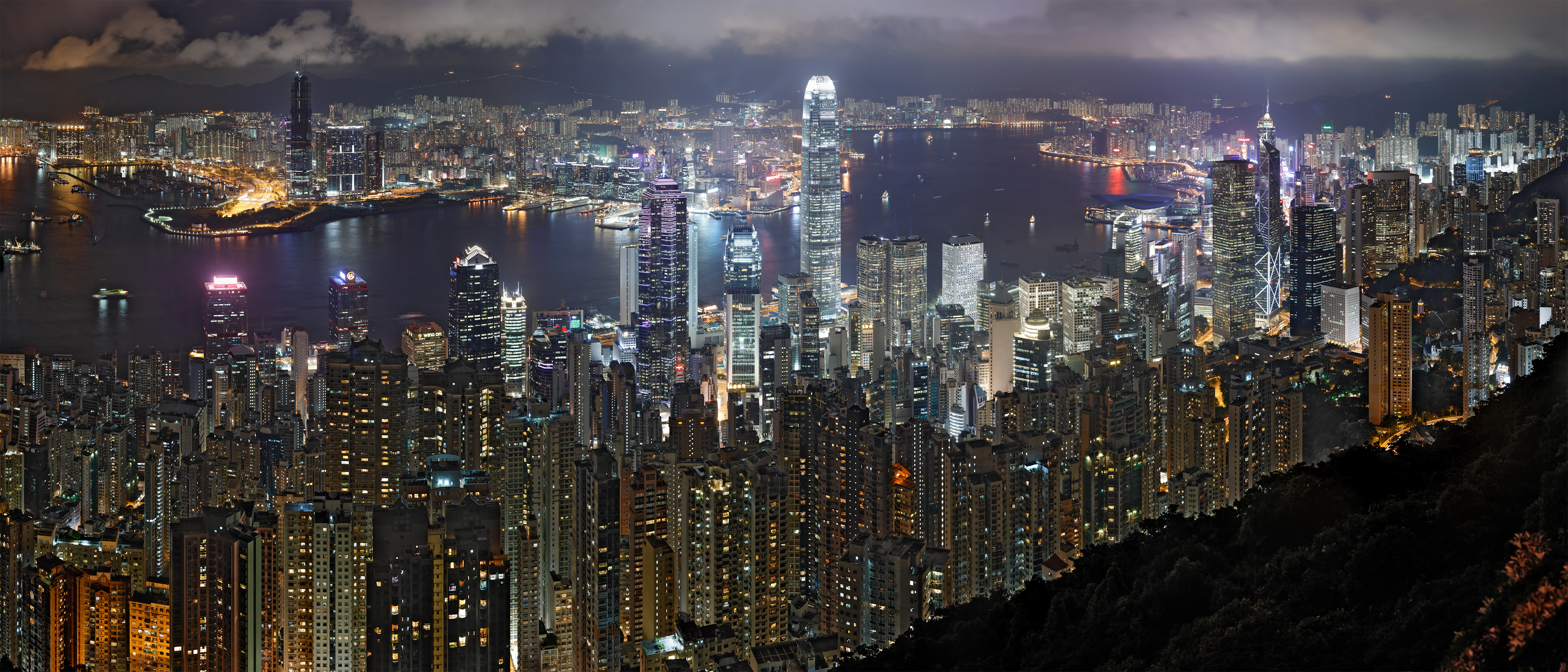
' Hongkong központja
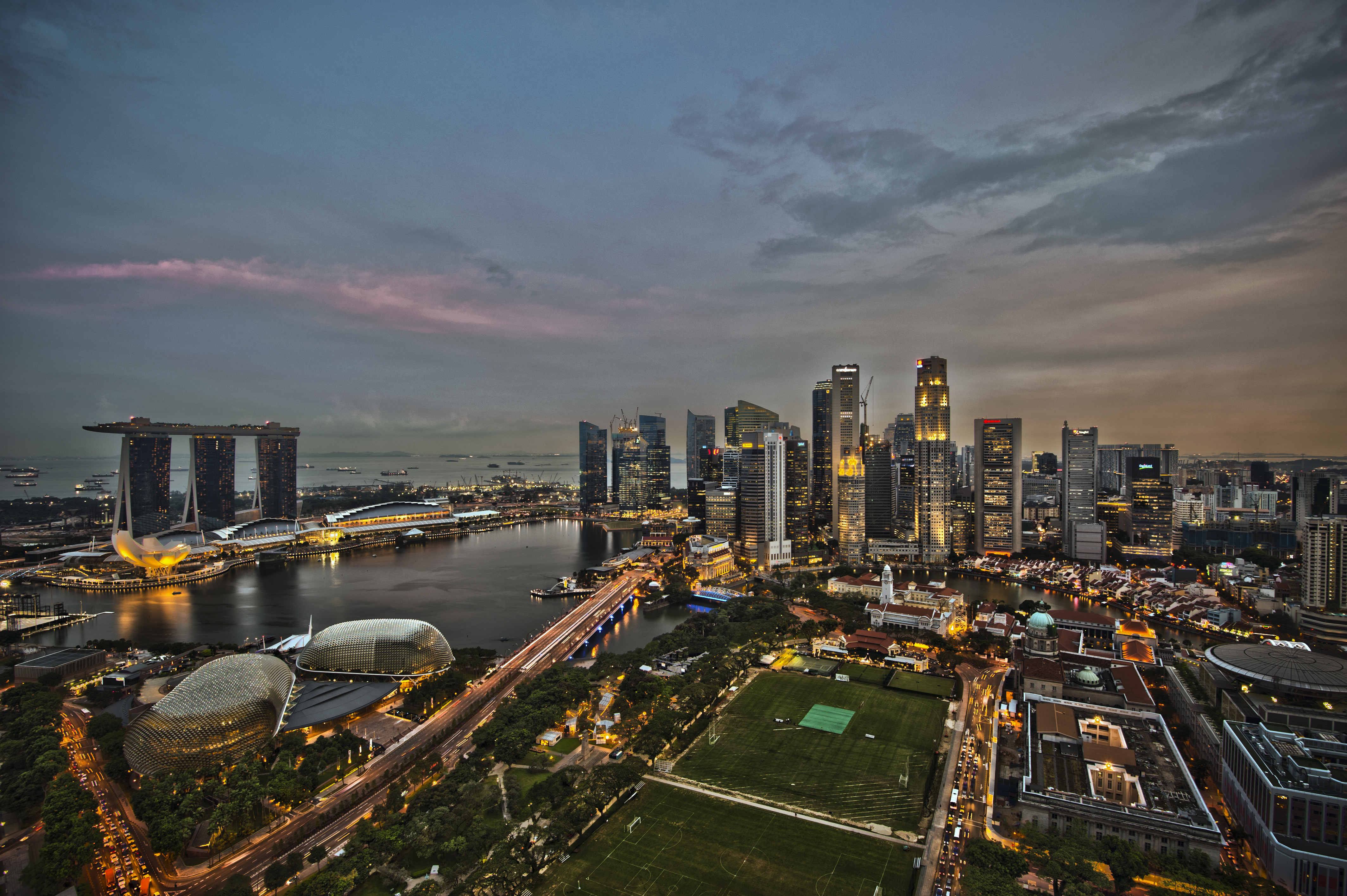
' Szingapúr központja
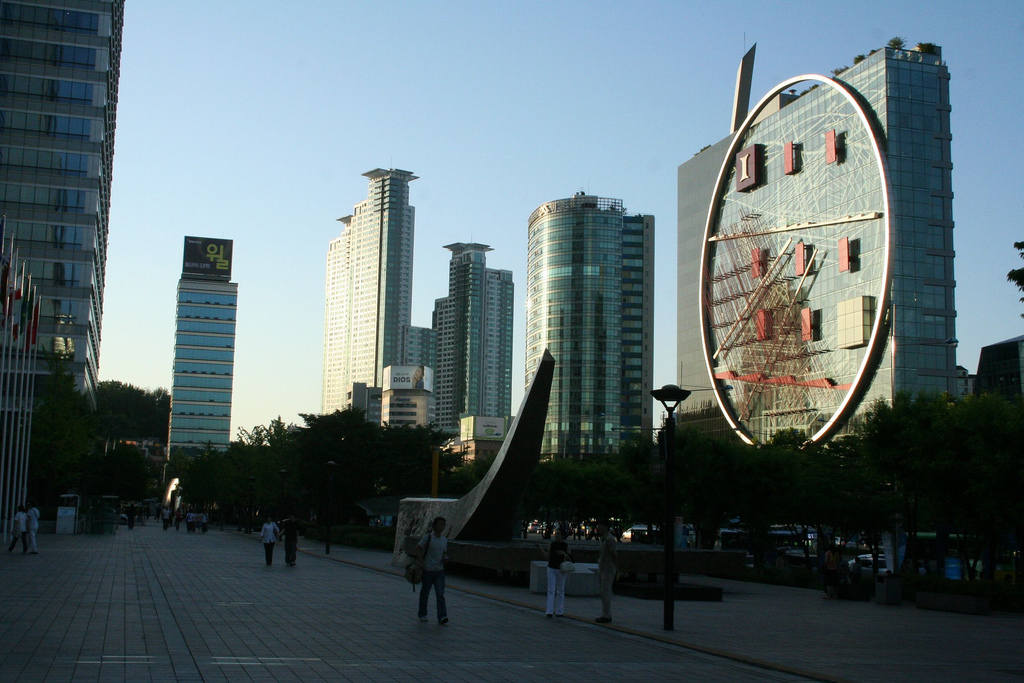
' Szöul Kangnam kerülete
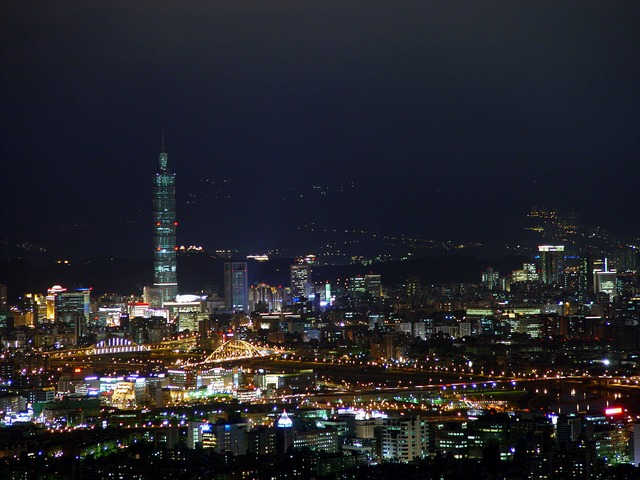
' Tajpej Hszinji kerülete

- Hongkong
Hongkong központja
- Szingapúr
Szingapúr  központja
- Dél-Korea
Szöul Kangnam kerülete
- Tajvan
Tajpej Hszinji kerülete